# Zenonas Kulys

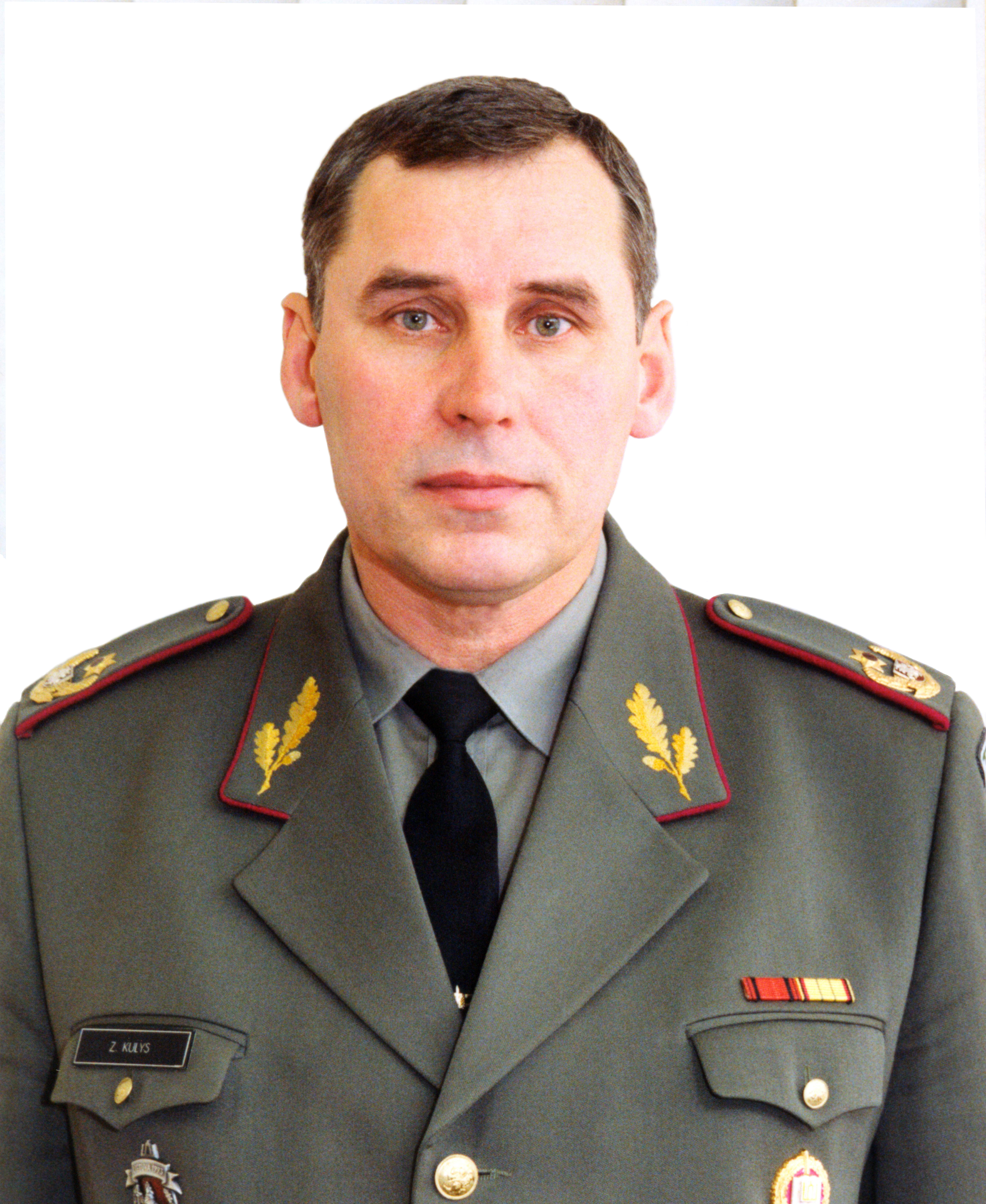
Zenonas Kulys (2011)

Zenonas Kulys (* 4. Mai 1947 in Biržai) ist ein ehemaliger litauischer Brigadegeneral.
Von 1967 bis 1971 absolvierte er das Diplomstudium an der Hochschule Kaliningrad und wurde Militäringenieur. Von 1975 bis 1978 und von 1983 bis 1986 studierte er an der Militärakademie des Ingenieurwesens in Moskau. 1986 promovierte er zum Kandidaten der Wissenschaften. Von 1993 bis 2000 war er Kommandant der General Jonas-Žemaitis-Militärakademie Litauens.